# Menduk
Menduk is een bestuurslaag in het regentschap Bangka van de provincie Bangka-Belitung, Indonesië. Menduk telt 2210 inwoners (volkstelling 2010).